# مخارج مصرف‌کننده

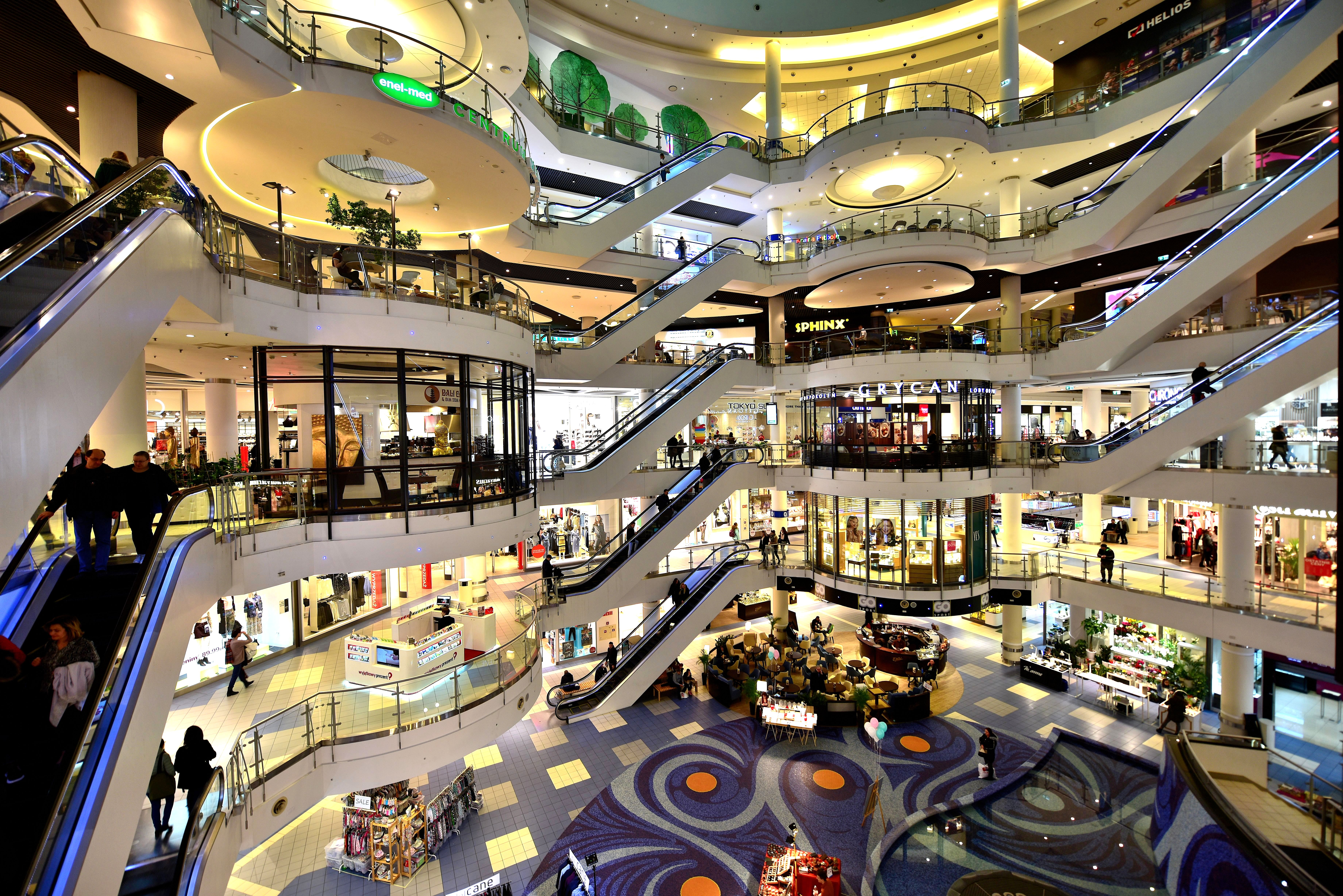
مصرف‌کنندگان می‌توانند طیف وسیعی از کالاها و خدمات را در مراکز خرید خریداری کنند.

مخارج مصرف‌کننده (به انگلیسی:Consumer spending) کل پولی است که برای کالاها و خدمات نهایی توسط افراد و خانوارها خرج می‌شود.
دو جزء در مخارج مصرف‌کننده وجود دارد: مصرف القایی (که تحت تأثیر سطح درآمد است) و مصرف مستقل (که تحت تأثیر سطح درآمد نیست).

## عوامل کلان اقتصادی

### مالیات
مالیات ابزاری در تعدیل اقتصاد است. سیاست‌های مالیاتی طراحی شده توسط دولت‌ها بر گروه‌های مصرف‌کننده، مخارج خالص مصرف‌کننده و اعتماد مصرف‌کننده تأثیر می‌گذارد. اقتصاددانان انتظار دارند که دستکاری مالیاتی باعث افزایش یا کاهش هزینه‌های مصرف‌کننده شود، اگرچه تأثیر دقیق دستکاری‌های خاص اغلب موضوع بحث است.
دستکاری مالیاتی به عنوان یک محرک یا سرکوب هزینه‌های مصرف‌کننده معادله ای برای تولید ناخالص داخلی (GDP) است.

### احساسات مصرف‌کننده
احساسات مصرف‌کننده نگرش کلی نسبت به اقتصاد و سلامت بازارهای مالی را تحت تأثیر قرار می‌دهد و احساسات یک جزء قوی مخارج مصرف‌کننده هستند. احساسات توانایی قدرتمندی در ایجاد نوسانات در اقتصاد دارند، زیرا اگر نگرش مصرف‌کننده نسبت به وضعیت اقتصاد بد باشد، تمایلی به هزینه کردن وجود نخواهد داشت؛ بنابراین، احساسات پیش‌بینی‌کننده قدرتمندی برای اقتصاد هستند، زیرا وقتی مردم به اقتصاد یا آنچه که فکر می‌کنند به زودی اتفاق می‌افتد ایمان داشته باشند، با اطمینان هزینه و سرمایه‌گذاری می‌کنند. با این حال احساسات همیشه بر عادات خرج کردن برخی افراد به اندازه دیگران تأثیر نمی‌گذارد. به عنوان مثال، برخی از خانوارها مخارج خود را کاملاً از درآمد خود جدا می‌کنند، به طوری که درآمد آنها تقریباً برابر یا تقریباً برابر با مصرف آنها (از جمله پس‌انداز) است. دیگران بر اساس احساسات خود نحوه خرج کردن درآمد خود را کنترل می‌کنند.

### محرک اقتصادی دولت
در مواقع مشکلات اقتصادی یا بلاتکلیفی، دولت اغلب سعی می‌کند با توزیع محرک‌های اقتصادی، اغلب به صورت تخفیف یا چک، موضوعات اقتصادی را اصلاح کند. با این حال چنین تکنیک‌هایی در گذشته به دلایل متعدد شکست خورده‌اند.

### سوخت
هنگامی که عرضه سوخت مختل می‌شود، تقاضا برای کالاهایی که به سوخت وابسته هستند، مانند وسایل نقلیه موتوری و ماشین آلات، ممکن است کاهش یابد. اختلال در تأمین انرژی باعث ایجاد عدم اطمینان در مورد در دسترس بودن و قیمت‌های آتی این منابع می‌شود. اغلب، مصرف‌کنندگان محصولات وابسته به انرژی را خریداری نمی‌کنند تا زمانی که مطمئن شوند که سوخت برای استفاده از محصول در دسترس است.
افزایش قیمت سوخت با توجه به کشش قیمتی تقاضا ممکن است باعث کاهش تقاضا نشود. در عوض، بخش بیشتری از درآمد صرف سوخت می‌شود و کمتر برای خرید کالاهای دیگر در دسترس خواهد بود. این روند به کاهش کلی مخارج مصرف‌کننده می‌شود.